# Lago Dasay
Lago Dasay es el segundo mayor lago de montaña, después del lago de Wood, en la provincia de Zamboanga del Sur, en la parte meridional del país asiático de Filipinas. Con una elevación de unos 230 metros, cubre un área de 40 hectáreas (equivalentes a 0,40 kilómetros cuadrados) rodeadas de bosques que se encuentra en la localidad de San Miguel.